# Focus 9 / New Skin
Focus 9 / New Skin is een muziekalbum van de Nederlandse band Focus. Het album is opgenomen in België, Fieldwork Studios te Schoten.

## Musici
- Thijs van Leer - hammondorgel, toetsen, fluit, melodica en zang
- Niels van der Steenhoven - gitaren;
- Bobby Jacobs - basgitaar en achtergrondzang;
- Pierre van der Linden - drums;
- Jo de Roeck - zang op track Just like Eddy.

## Album tracks
1. Black Beauty (Thijs van Leer) (4:13)
2. Focus 7 (Thijs van Leer) (5:22)
3. Hurkey Turkey 2 (Thijs van Leer) (4:03)
4. Sylvia's Stepson - Ubatuba (Bobby Jacobs) (4:48)
5. Niels' Skin (Niels van der Steenhoven) (6:03)
6. Just Like Eddy (Thijs van Leer) (5:08)
7. Aya-Yuppie-Hippie-Yee (Bobby Jacobs/ Thijs van Leer) (5:20)
8. Focus 9 (Thijs van Leer) (7:57)
9. Curtain Call (Thijs van Leer) (4:32)
10. Ode to Venus (Thijs van Leer) (4:26)
11. European Rap(sody) (Thijs van Leer) (10:22)
12. Pim, (Thijs van Leer) (3:00)
13. It Takes 2 2 Tango (Thijs van Leer) (8:01)